# Nesconset
Nesconset és una concentració de població designada pel cens dels Estats Units a l'estat de Nova York. Segons el cens del 2000 tenia 11.992 habitants.

## Demografia
Segons el cens del 2000, Nesconset tenia 11.992 habitants, 3.964 habitatges, i 3.226 famílies. La densitat de població era de 1.208,9 habitants per km².
Dels 3.964 habitatges en un 39,7% hi vivien nens de menys de 18 anys, en un 71,5% hi vivien parelles casades, en un 7,1% dones solteres, i en un 18,6% no eren unitats familiars. En el 14,7% dels habitatges hi vivien persones soles el 4% de les quals corresponia a persones de 65 anys o més que vivien soles. El nombre mitjà de persones vivint en cada habitatge era de 4,97 i el nombre mitjà de persones que vivien en cada família era de 4,31.
Per edats la població es repartia de la següent manera: un 25,7% tenia menys de 18 anys, un 6,5% entre 18 i 24, un 32,3% entre 25 i 44, un 25,8% de 45 a 60 i un 9,6% 65 anys o més.
L'edat mediana era de 37 anys. Per cada 100 dones de 18 o més anys hi havia 93,5 homes.
La renda mediana per habitatge era de 100.350 $ i la renda mediana per família de 96.127 $. Els homes tenien una renda mediana de 102.883 $ mentre que les dones 96.555 $. La renda per capita de la població era de 30.794 $. Entorn de l'1,6% de les famílies i el 2,3% de la població estaven per davall del llindar de pobresa.